# Isigonia
Isigonia is een geslacht van spinnen uit de  familie van de Anyphaenidae (buisspinnen).

## Soorten
- Isigonia camacan Brescovit, 1991
- Isigonia limbata Simon, 1897
- Isigonia reducta (Chickering, 1940)